# Стоил Пендов
Стоил Димитров Пендов е български революционер, деец на Вътрешната македонска революционна организация.

## Биография
Роден е през 1898 година в скопското село Любанци. Завършва мъжката гимназия в Скопие през 1917 година. Учителства в Дебърско, а по-късно работи в общината в родното си село. От 1922 година е четник в чета, действаща в Кратовско. По-късно се среща с Тодор Александров. Към края на 1923 година е ранен в сражение със сръбски части и заминава за Кюстендил, където се лекува. Сръбските власти му издават задочна смъртна присъда. След това той се премества в София, а по-късно се заселва във врачанското село Галиче.